# 緒方ゆい
緒方 ゆい（おがた ゆい、1999年11月10日 - ）は、四国放送 (JRT) のアナウンサー。

## 経歴
西南学院高等学校卒業、関西学院大学国際学部を卒業後、2022年に四国放送に入社。同期の石井隆智、外谷光とともに同局のアナウンサーになった。

## 人物・エピソード
- 四国放送入社前には、福岡県に13年、大阪府に4年住んでいた[1]。また4歳から10歳になるまでのおよそ5年半、イギリス南西部のウェールズに住んでいた[2]。帰国後、日本語で話すと片言になってしまうのを直そうと思い、学校の放送部に入ったことがアナウンサーを志すきっかけとなった[2]。

- 関西学院大学国際学部[2]在学時には同大総部放送局に所属していた。また、K・A・Oアナウンススクールにも通っていた[3]。3回生（大学3年生）のときに第51期サンテレビガールズのメンバーに選出されてからは、サンテレビ (SUN) で放送の『情報スタジアム 4時!キャッチ』にたびたび出演していた[4][5]。

## 現在の担当番組

### テレビ番組
- ゴジカル! - 月、火、水、金曜MC・木曜「オガユイのきょう何食べる?」
- 徳島新聞ニュース（不定期）

## 過去の担当番組

### テレビ番組
- ゴジカル! - 月、火曜MC・月曜→火曜「ゴジカル!スイーツ予想」4代目予想士オガユイ
- ZIP!
  - - 「まいあさ生中継ＮＯＷ!ニッポン」（2023年5月31日、同年8月11日、2024年12月18日）
  - - 「ZIP!とくしま」
- オードリーさん、ぜひ会ってほしい人がいるんです。 - オドぜひ恒例アナウンサーSP ゲスト出演 (中京テレビ、2023年11月28日、同年12月5日。※四国放送は2023年12月16日）
- とくしまマラソン2025 - 中継リポーター（キャラクターロード）

### ラジオ番組
- ラジオ大福 - 水曜→火曜アシスタント
- JRTおはようラジオ（不定期）
- 徳島新聞ニュース（不定期）